# Brigittenkloster Luzk

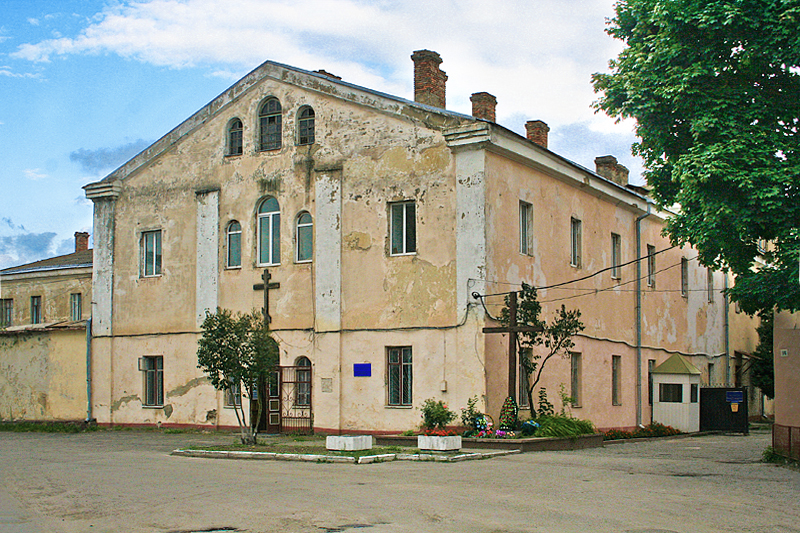
Konventsgebäude

Das Kloster des heiligen Erzengels Michael war eine Niederlassung des Erlöserordens in Luzk (Łuck) in Polen-Litauen und dem Russischen Reich, heute in der Ukraine.

## Lage
Das Brigittenkloster befand sich am Schloss vor den Toren der mittelalterlichen Stadt, unmittelbar am Ufer des Flusses Styr. Die Konventsgebäude und die Kapelle sind in leicht umgebauter Form erhalten.

## Geschichte

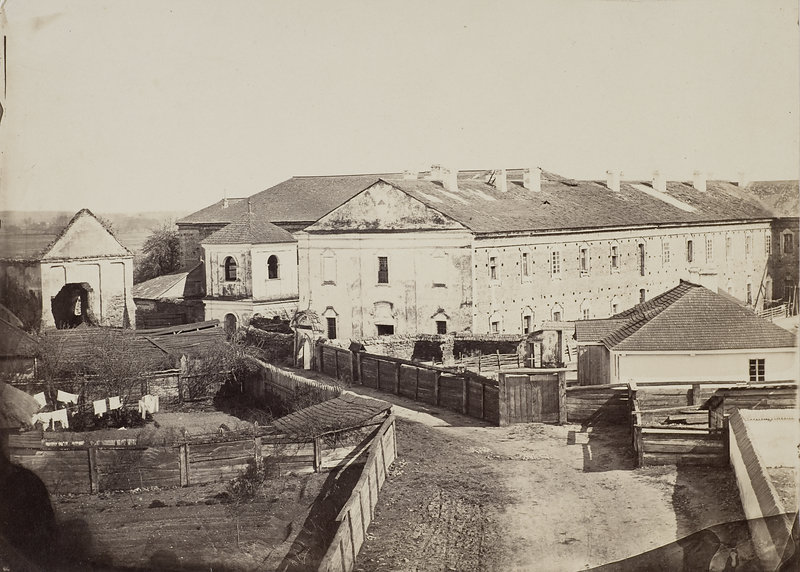
Klostergebäude in den 1880er Jahren

Izabella Siemaszko, die Frau des Kastellans von Brazlaw bemühte sich um die Gründung eines Konvents der Brigitten in Luzk. 1624 kamen die ersten Nonnen und Priester aus Lublin. Der Kanzler des Großfürstentums Litauen und vorherige Starost von Luzk Albrecht Stanisław Radziwiłł übergab ihnen ein Stück Land und einen Teil des Schlosses. Der Konvent erhielt weitere umfangreiche Schenkungen von Adligen und Bürgern und konnte bald eigene Klostergebäude und eine Kirche bauen lassen.
Die Nonnen gründeten eine Schule für Töchter des Adels, in die auch bürgerliche Mädchen der Stadt und Waisenkinder aufgenommen wurden.
1648 mussten sie wegen des Chmelnyzkyj-Aufstandes in das Warschauer Kloster fliehen, die Anlage wurde schwer beschädigt. Weitere Schäden verursachten Stadtbrände von 1664 und 1781, nach denen die Gebäude jeweils wieder instand gesetzt wurden.
Seit 1795 gehörte das Gebiet nach der Dritten Teilung Polens zum Russischen Reich. 1845 brach im Dach des Klosters ein kleiner Brand aus. Die Nonnen verweigerten jedoch den Löschkräften den Zugang zu dem Gelände und so wurde das Feuer durch den Wind auf benachbarte Gebäude übertragen und führte zum verheerendsten Brand in der Geschichte der Stadt. Ein Großteil des Vermögens des Klosters wurde daraufhin zur Wiedergutmachung eingezogen.
1878 wurde das Brigittenkloster aufgelöst.
Nach Umbauten, bei denen die meisten Stuck- und Schmuckelemente entfernt wurden, wurde 1890 ein Gefängnis in dem Gebäude eingerichtet. Seit 1960 wurde es als Museum genutzt.
Gegenwärtig befindet sich in einem Teil des Gebäudes ein Kloster der Orthodoxen Kirche der Ukraine. Andere Teile werden von kommunalen Einrichtungen genutzt.